# Synagogue de Rehov

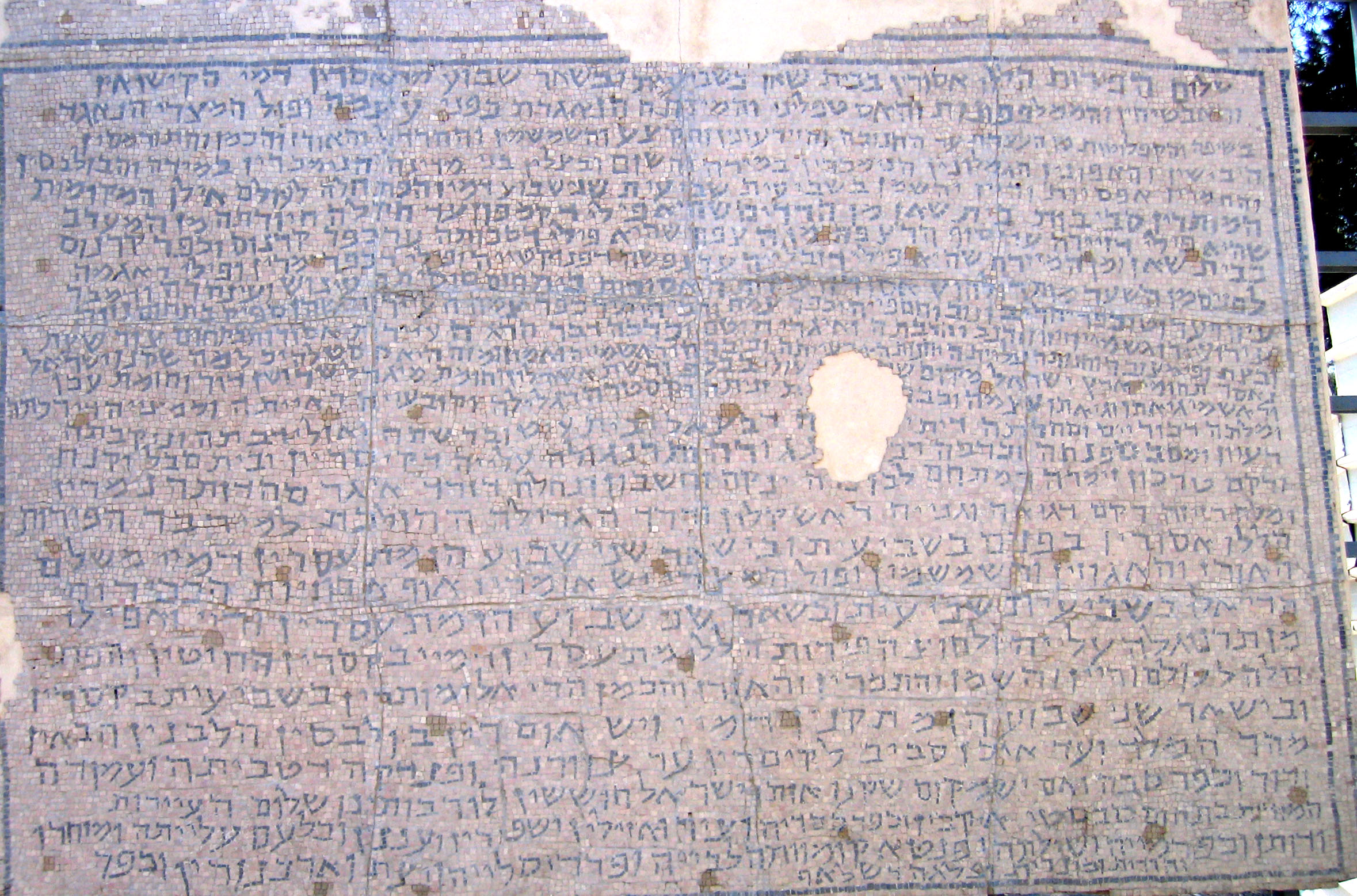
Inscription du vestibule de la synagogue.

La synagogue de Rehov est un édifice de culte juif situé à proximité (7 km) de la ville antique de Scythopolis (Beït Shéan) en Israël et daté du IVe siècle pour sa phase la plus ancienne, et du Ve siècle pour la plus récente.

## Description
La synagogue se présente comme une salle rectangulaire orientée vers le sud, dans la direction de Jérusalem, avec une entrée dans le côté opposé, au nord. Le niveau le plus ancien repéré de cet édifice de culte date du IVe s. mais il fut reconstruit par deux fois, à la fin du IVe s. puis au Ve s. La disposition générale de la salle ne semble pas avoir varié au cours de ces reconstructions : c'est une salle hypostyle possédant deux colonnades séparant l'espace dans le sens longitudinal. Contre le mur sud est installée la plateforme du bêma probablement séparée du reste de la salle par un chancel se poursuivant jusqu'aux parois ouest et est. Le dernier état voit l'adjonction sur le côté nord d'un vestibule (narthex).
Le sol était pavé de mosaïques dont il ne reste que des fragments. Dans le narthex, une grande inscription (2,75 × 4,30 m) est toutefois bien conservée et de très grande importance : c'est la plus longue inscription sur mosaïque trouvée en Israël, avec 365 mots sur 29 lignes. Le texte est le plus ancien extrait connu du Talmud de Jérusalem (traités Demai et Shebi'it). Il traite, avec des variantes inconnues par ailleurs, des préceptes religieux applicables en Terre d'Israël, spécifiquement  de l'emploi des produits de la septième année et de la dîme. Le pays est divisé en huit régions et le texte précise quels fruits et légumes peuvent être consommés dans les différentes régions la septième année.